# 中山台ニュータウン
中山台ニュータウン（なかやまだいニュータウン）は、兵庫県宝塚市にある大規模な新興住宅街である。クラレ不動産（現クラレテクノ）が中心となり、昭和40年代から開発・分譲が行われた。宅地造成工事は主に大林組が手がけた。

## 概要
大阪の中心部から直線距離で20kmほどの場所にあり、大阪通勤者のベッドタウンとして開発されたニュータウンである。現在の人口は、約5,700世帯、約14,000人となっている。
なお、ニュータウン全体は中山台と呼ばれるが、住居表示は中山台・中山五月台・中山桜台にまたがっている。大阪平野の北西部に位置する長尾連山の中腹から7-8合目にかけての山肌を切り開き造成された街であり、街全体が穏やかな勾配のある南斜面になっている。
阪神間を一望できるロケーションにあるとともに、陽当たりも良好な環境にある。中央地区にはコープこうべなどの商業施設があり、幼稚園から高校までの教育施設が立地している。また、スイミングスクールのあるスポーツクラブ「クラレ・スポーツプラザ宝塚」へも歩いてすぐ。図書館や児童館、子育て交流スペースなども徒歩圏内にある。
ニュータウン内には、宝塚市東消防署中山台出張所、宝塚警察署中山台交番、宝塚市役所中山台サービステーションがあり、郵便局は中山五月台と中山桜台に２局ある。
「中山台コミュニティ美しい自然のなかでの暮らし」で平成20年度手づくり郷土賞受賞。

## 交通
阪急宝塚本線中山観音駅または山本駅より、阪急バスを利用して約10~20分である。もう一つの最寄駅であるJR福知山線中山寺駅は、2012年（平成24年）8月1日 駅北側ロータリー整備に伴い、阪急バスの乗り入れが開始され、平日は毎時3本から4本が当該ニュータウンとの間で運行されている 。 高台にあるニュータウンのため、冬期には稀に道路凍結することがあるので注意が必要である。

## 学校
- 宝塚市立中山台小学校
- 宝塚市立中山五月台中学校
- 兵庫県立宝塚東高等学校
- 雲雀丘学園[16]中山台幼稚園

## 商業施設
- 中山台ファミリーセンター[17]（複合商業施設）
- コープこうべ
  - コープ中山台[18]
  - コープミニ中山桜台[19]（2022年11月30日に閉店予定[20]）